# اصحاب اخدود
اصحاب اُخدود به عده‌ای گویند که طبق روایت قرآن، گروهی از یکتاپرستان را در گودالی از آتش سوزاندند. خداوند در قرآن، ایشان را مورد لعنت خود قرار داده است. گزارش حادثه اُخدود در آیات ۴ الی ۸ سوره بُروج آورده شده است.
قُتِلَ أَصْحَابُ الْأُخْدُودِ (ترجمه: مرگ بر دست‌اندرکاران گودال آتش)[بروج–۴]

النَّارِ ذَاتِ الْوَقُودِ (ترجمه: آن آتش سوزان پر از هیزم)[بروج–۵]

إِذْ هُمْ عَلَيْهَا قُعُودٌ (ترجمه: در حالیکه خود بر کنار آن نشسته بودند)[بروج–۶]

وَهُمْ عَلَىٰ مَا يَفْعَلُونَ بِالْمُؤْمِنِينَ شُهُودٌ (ترجمه: و بر آنچه بر مؤمنان روا می‌داشتند، حاضر و ناظر بودند)[بروج–۷]

وَمَا نَقَمُوا مِنْهُمْ إِلَّا أَنْ يُؤْمِنُوا بِاللَّهِ الْعَزِيزِ الْحَمِيدِ (ترجمه: و از ایشان هیچ جُرمی ندیدند، جز اینکه به خداوند پیروزمندِ ستوده‌ ایمان آورده بودند)[بروج–۸]
با توجه به اینکه از سوزاندن گاهی به عنوان مجازات شدید برای مخالفان اعتقادی در طول تاریخ، بویژه قرون وسطا یاد شده، حوادثی از این دست بارها میان ملل گوناگون روی داده است.

درباره اینکه این ماجرا مربوط به چه قومی بوده و در چه زمانی رخ داده اختلاف نظر است. مشهورترین آن‌ها درباره ذونواس یهودی آخرین پادشاه حمیر در یمن است که شماری از اهالی نجران را به جرم پیوستن به مسیحیت در آتش سوزاند.

گزارش‌هایی از این ماجرا در برخی از منابع مسیحی نیز آمده است.

## واژه‌شناسی
اَصحاب، جمع صاحِب، از ماده (ص ح ب)، به معنی افراد یا چیزهایی است که ملازم و همراه افراد و چیزهای دیگر باشند. این ملازمت و همراهی، از نظر معنای عُرفی، لزوما در حالت فراوان خود است.

اُخدود، با جمع اَخادید، از ماده (خ د د)، به معنی شکاف مستطیل‌شکل در زمین است.

## مرور کلی در قرآن
گزارش حادثه اُخدود در آیات ۴ الی ۸ سوره بُروج آمده و قرآن بجای پرداختن به هویت شخصیت‌ها و زمان و مکان داستان، به مانند بسیاری داستان‌های قرآنی دیگر، صرفاً به تحلیل ایمانی آن می‌پردازد.

این روایت که سوزاندن گروهی را به جرم ایمان به خدا در گودالی از آتش انبوه بیان می‌کند، بیانگر قساوت شدید قلب اصحاب اُخدود، و دشمنی بسیار آنها با یکتاپرستان است‌.

قرآن همچنین بیان می‌دارد که عده‌ای از اصحاب اُخدود، به کارهایی چون برافروخته نگه‌داشتن آتش، آوردن مؤمنان به کنار گودال، واداشتن آنان به برگشت از یکتاپرستی پرداخته و سرباز زنندگان را در گودال می‌اندازند؛ در حالیکه عده دیگری نیز من جمله بزرگانشان، اطراف گودال مشغول تماشای صحنه سوزاندن مؤمنان در آتش هستند، در عین حال که به نظر میرسد به نوعی سرگرمی نیز مشغول می‌باشند.
قرآن منشأ اصلی حادثه را صرفاً جنگ کفر و ایمان می‌داند، نه هرگونه انگیزه سیاسی، اقتصادی یا قومیتی.

از آیه ۸ نیز بر می‌آید که حادثه در زمان و جامعه‌ای رخ داده‌است که اختناق و استبداد کامل بر آن حاکم بوده، و یکتاپرستان مستوجب شدیدترین شکنجه‌ها و فجیع‌ترین شکل مرگ‌ها بوده‌اند، و این مطلب با موافقت و تأیید غالب جامعه همراه بوده‌است.
قرآن با ذکر اوصاف برای خدایی که مؤمنان او را می‌پرستیدند، فرهنگ اجتماع یادشده و برخورد «کفار» را بطور غیرمستقیم تخطئه می‌کند.

## پی‌نوشت
1. 1 2 3 4 5 6  دائرةالمعارف قرآن کریم. ج. سوم.
2. ↑  بد می‌شمارد